# 2021年アトランタ連続銃撃事件
2021年アトランタ連続銃撃事件（にせんにじゅういちねんアトランタれんぞくじゅうげきじけん）はアトランタのマッサージ店やスパが次々に銃撃され8人が死亡した事件。

## 事件の経緯

### 事件発生

#### 1回目の銃撃（チェロキー郡）
犯人ロバート・アーロン・ロングは銃撃の数時間前に9mm拳銃をホリー・スプリングスの銃器店で購入した。なお、ジョージア州では他の多くの州と同様に銃器購入後の待機期間は設けられていなかった。その後ロングはアクワースのマッサージ店、ヤング・アジアン・マッサージに到着し、駐車場でおよそ1時間座っているところを防犯カメラに撮影されている。その後彼は東部標準時午後3時38分頃に入店し、1時間12分ほど滞在していた。なおこの間犯人が店内で何をしていたのかについては、警察も詳しく調べていない。同日彼と同じ日にマッサージ店を訪れた客は、客が訪れた午後4時40分ごろには犯人はまだまともに見えたと証言している。
犯人は午後4時50分にマッサージ店を出たが、その後しばらくして発砲があった。生存した被害者によると、犯人は店内に入って銃撃を始めたという。この被害者は床に身を投げて「撃たないでくれ」と懇願したが、犯人に顔をあげるよう言われて従ったところその顔を撃たれた。
郡保安官事務所への最初の通報は午後4時54分で、警察はロングが店を離れて数分以内に到着した。到着した警察官は廊下の先にある別の部屋で、2人が致命傷、3人が負傷しているのを見つけた。なお致命傷を受けた2名は搬送先の病院で死亡した。
また警察は妻や同僚が撃たれて混乱していた男性客が別の部屋のベッドに座っているのを見つけ、この客を4時間にわたり拘束した。

#### 2、3回目の銃撃（ピードモント・ロード）

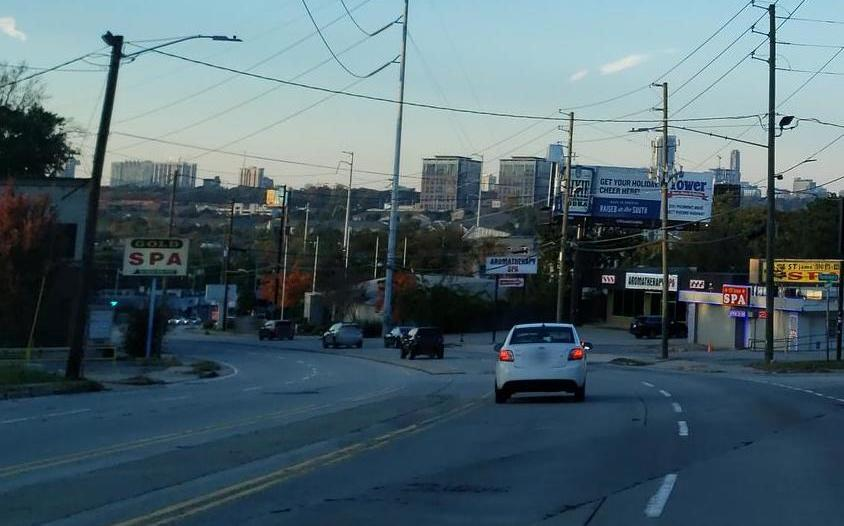
2018年に撮影されたスパの様子（左がゴールド・スパ、右がアロマセラピー・スパ）

午後5時47分、アトランタ市警察（APD）は最初の銃撃現場から約30マイル（48km）離れたアトランタ北東部のピードモント・ロードにあるゴールド・マッサージ・スパで「強盗が発生した」という通報を受けた。警察官が駆けつけたところ、現場で3人の女性が銃で撃たれて死亡しているのを発見した。また警察官がゴールド・スパにいる間に、通りの向かいにあるアロマセラピー・スパで別の発砲事件の通報を受け、そこで別の女性が撃たれて死亡しているのを発見した。
ゴールド・マッサージ・スパで働いていて生存した従業員2名は事件当時の様子をこのように証言した。2名は空き部屋で銃声を聞き、その後ラウンジで布を被って隠れた。そのためか銃撃を受けたが負傷はしなかった。証言によると犯人は銃撃中言葉を発することはなく、また2つあるスパのドアを両方施錠してから銃撃を行なった。韓国の有力紙である朝鮮日報は記事において、犯人が「アジア人を皆殺しにする」と言っていたという従業員の証言を取り上げた。また他の目撃者は、犯人がアロマセラピー・スパのドアを開けた従業員を撃ち、中に入らずに立ち去ったと証言している。
その後アトランタ警察はピードモント・ロードとチェロキー郡の事件の関連性に気づき、連邦捜査局（FBI）に捜査支援を要請した。

### 犯人逮捕

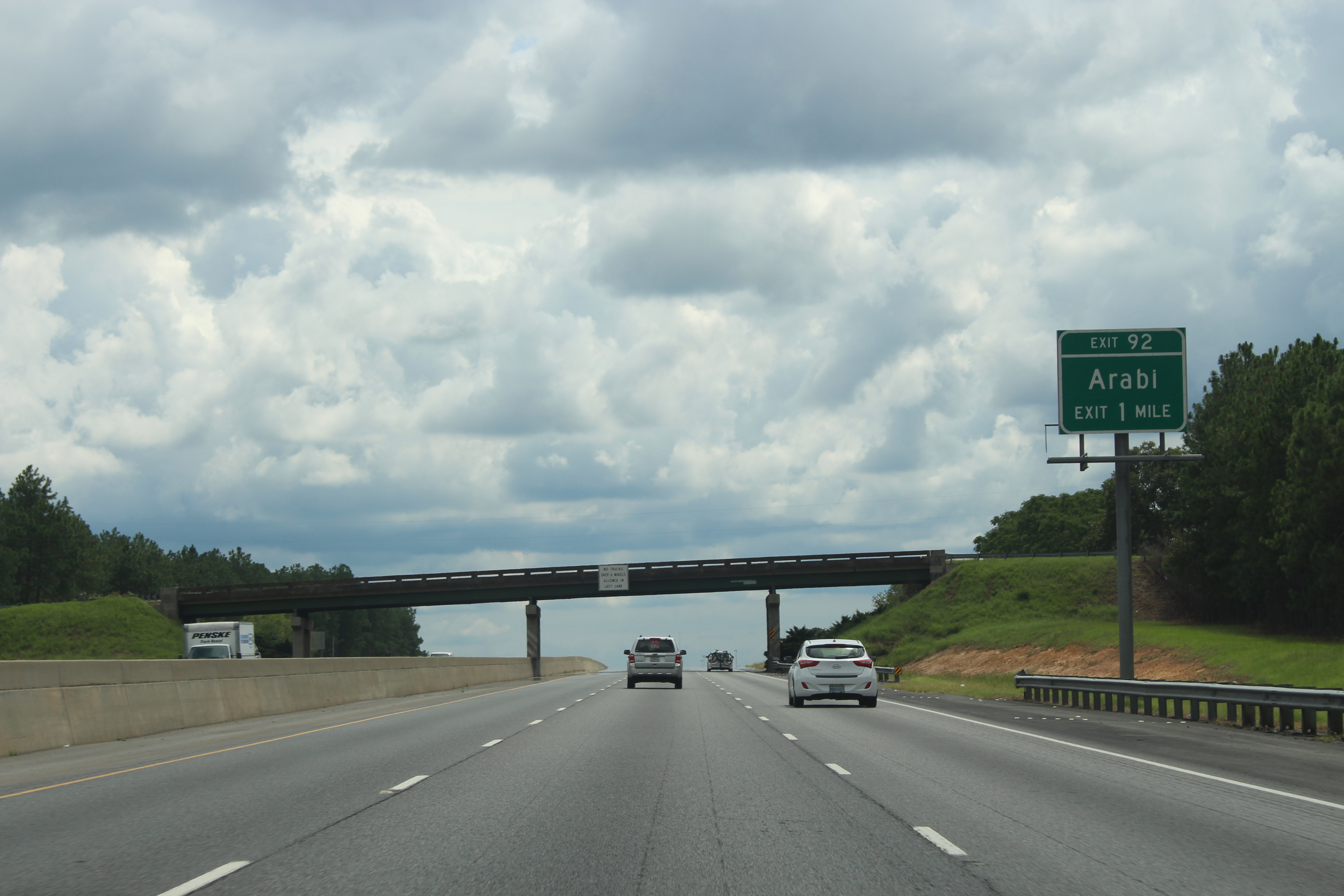
犯人が逮捕された地点（州間高速75号線）

最初の銃撃後、チェロキー郡警察は監視カメラの映像を公開し、ロングの両親から連絡を受けたことで犯人を認識した。その後両親は事情聴取を受けていたが、その間に第2、第3の銃撃がアトランタで発生し、アトランタ警察が対応した。両親は息子が乗るヒュンダイ・ツーソンに追跡装置が取り付けられていることを証言した。この追跡装置の情報と監視カメラの映像により、警察は彼の居場所を突き止めることができた。
事件発生から約3時間半が経過した午後8時30分、アトランタから南へ150マイル（240km）離れたクリスプ郡でロングが発見された。彼は自動車に乗ってフロリダ州へ向かう途中であり、追跡したジョージア州交通警察隊が州間高速75号線上で彼を逮捕した。
彼は最初チェロキー郡の銃撃容疑で逮捕され、のちにピードモント・ロードの銃撃についても容疑がかけられた.。また彼の車内からは事件に使用したものと見られる拳銃が発見された。

## 被害者
銃撃により8名が死亡、1名が負傷した。死亡した8名のうち6名は事件現場、1名は搬送中、1名は治療中に死亡している。また人種・性別で見ると6名がアジア系女性、1名が白人女性、1名が白人男性だった。また負傷した1名はグアテマラ出身のヒスパニック男性である。韓国外交部は事件後、犠牲者のうち4名が韓国系アメリカ人で、1名が韓国籍を有していたと発表した。

## 容疑者
容疑者ロバート・アーロン・ロングはジョージア州ウッドストック在住の21歳男性。2017年秋にノース・ジョージア大学に入学したが、1年で中退した。事件当時は猟師をしており、南部バプテスト連盟所属の教会に通っていた。また郡保安官は彼に前科がなかったことを発表している。
彼は最初の事件があったスパ近くにある福音派治療施設ホープクエストへ通っており、性依存症の治療を受けていた。治療施設のルームメイトによると、彼はその「篤い信仰心」の故に自身の性依存症に苦しんでいたが、性依存症を再発して性風俗店へ通っていた。
彼の両親は彼が毎日数時間にわたりインターネットポルノを見ていたと証言し、性依存症を理由に事件前日には家から追い出している。警察の報告書には、彼が家を追い出されたことによって「感情的になっていた」と記載されていた。

### 動機
警察の捜査によると、ロングは自身の信仰心と相反する性依存が事件の動機だと証言した。彼は事件現場となったマッサージ店の客であり、それらの店が自身の性的欲求の原因だと考えていた。これらのマッサージ店では実際過去に10件の売春容疑による逮捕が行われており、また3つの事件現場全てがオンライン上の性風俗店ガイドに掲載されていた。
彼は警察の取り調べに対して「最初は自殺を考えていたが、後になって性産業を標的にして他の性依存症被害者を『助けよう』と決めた」と証言している。また郡保安官によると、彼はマッサージ店を標的にすることで自身の性的欲求を「消し去ろう」としていた。

## 反響
死亡した8人のうち6人がアジア人女性であることからアジア人に対するヘイトクライムではという声があがり、以前から使用されていたタグの#StopAsianHateがアメリカでのTwitterのトレンド1位になった。アメリカ各地で2021年対アジア人暴力反対集会が開かれた。

### 米韓政府の反応

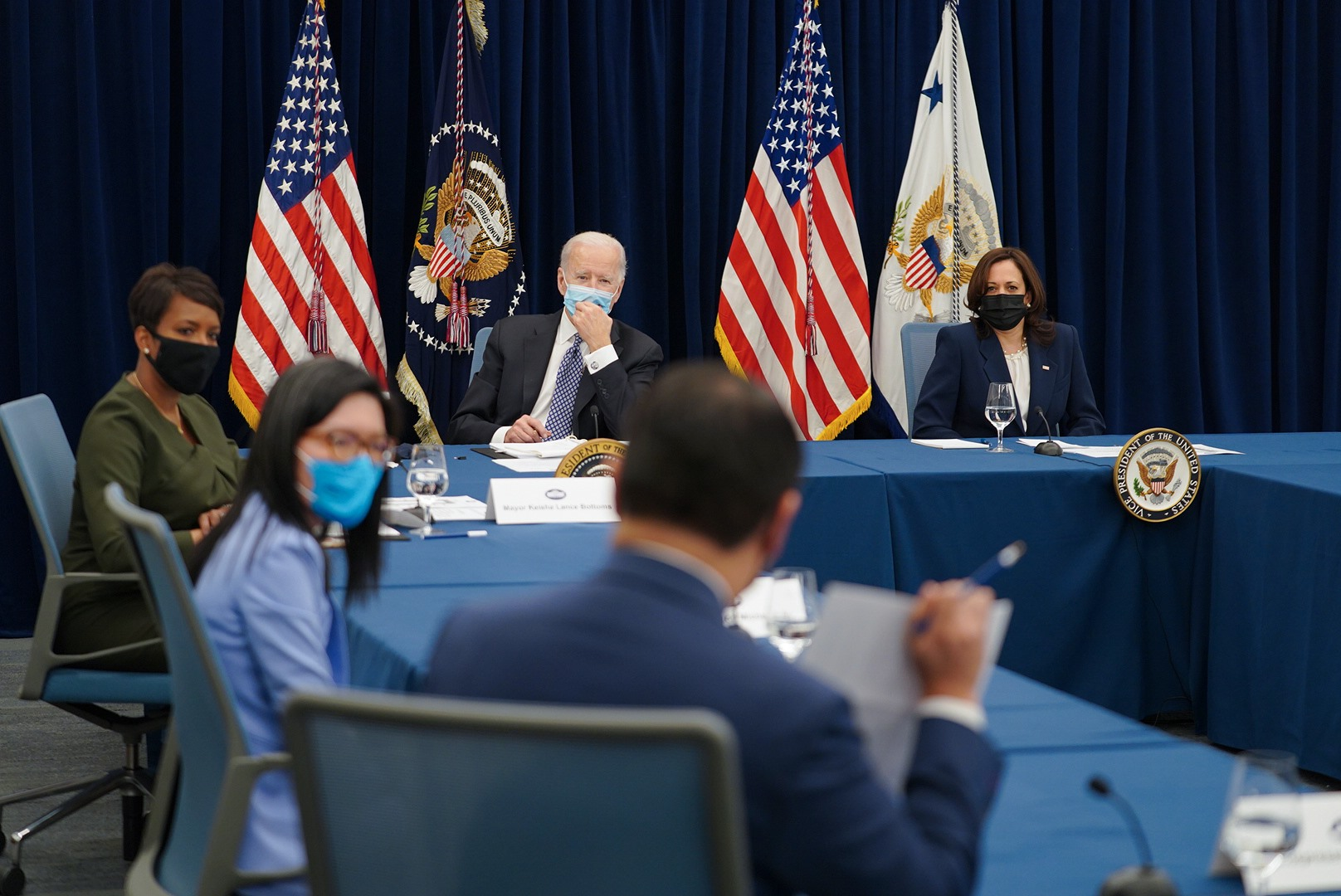
アジア系住民の代表者とアトランタで面談する大統領ジョー・バイデン、副大統領カマラ・ハリス、アトランタ市長キーシャ・ランス・ボトムズ、ジョージア州選出上院議員ミシェル・オー（3月19日）

事件2日後の3月18日、アメリカ合衆国大統領ジョー・バイデンは事件被害者追悼のためホワイトハウスや政府機関、軍当局、軍艦などに対して3月22日の日没まで半旗を掲げることを命じた。翌日19日にはバイデン大統領とその副大統領カマラ・ハリスが地元アトランタのアジア系住民代表者と会談をおこなった。さらに会談後の記者会見では大統領が新型コロナウイルス感染症の流行に伴う人種差別を非難する声明を発表し、COVID-19ヘイト・クライム法の制定を推進すると述べた。
韓国では事件3日後の3月19日に外交部長官鄭義溶、国防部長官徐旭がソウルにて米国国務長官アントニー・ブリンケン、国防長官ロイド・オースティンと会談した。また同日には韓国外交部が声明を発表した。
4月14日にはアメリカ合衆国の上院が賛成92、反対6の賛成多数で反新型コロナウイルス感染症ヘイトクライム法を承認した。これは司法省が新型コロナウイルス感染症に関連するヘイトクライムについてデータベースが作成することを可能にするものである。その後5月18日には下院でも賛成364、反対62に賛成多数で可決され、5月20日には大統領の署名が行われた。

## 引用
1. ↑  “マッサージ店で相次ぐ銃撃、８人死亡 被害者はアジア系か 米アトランタ”. CNN.co.jp. 2021年4月7日閲覧。
2. 1 2  Whitehurst, Lindsay (2021年3月21日). “Gun waiting periods rare in US states but more may be coming” 2021年3月22日閲覧。
3. ↑  Stevens, Alexis; Abusaid, Shaddi (2021年3月17日). “'A crime against us all.' Outrage, grief after deadly spa shootings”. The Atlanta Journal-Constitution 2021年3月18日閲覧。
4. ↑  “$10,000 in firearms stolen from gun range”. Cherokee Tribune Ledger and News (Canton, GA). (2017年7月27日) 2021年3月22日閲覧。
5. ↑  Kaplan, Sarah; Bella, Timothy; Bell, Kim (2021年3月22日). “Rallies in support of Asian Americans staged across United States”. The Independent 2021年3月23日閲覧。
6. ↑  Vigdor, Neil (2021年3月19日). “Criticism mounts for Georgia's lack of a waiting period for gun purchases”. The New York Times 2021年3月23日閲覧。
7. ↑  Craig, Tim; Berman, Mark; Knowles, Hannah; Fisher, Marc (2021年3月18日). “A nationwide horror: Witnesses, police paint a picture of a murderous rampage that took 8 lives”. The Washington Post 2021年3月21日閲覧。
8. 1 2 3  Brumback, Kate; Bynum, Russ (2021年3月22日). “Spa witness, police reports detail carnage in Georgia”. Associated Press 2021年3月23日閲覧。
9. 1 2  Samuels, Elyse; Craig, Tim; Bella, Timothy (2021年3月19日). “Surveillance video shows suspect entered first spa more than an hour before shooting”. The Washington Post 2021年3月19日閲覧。
10. ↑  Edney, Brittany (2021年4月15日). “Sole survivor of the metro Atlanta spa shootings returns home from hospital”. WGCL-TV 2021年4月17日閲覧。
11. ↑  Her, Chenue (2021年4月19日). “Only survivor of metro Atlanta spa shootings describes coming face-to-face with gunman”. WXIA-TV 2021年4月20日閲覧。
12. 1 2 3 4 5  Hollis, Henri; Abusaid, Shaddi; Stevens, Alexis (2021年3月16日). “'A crime against us all': Atlanta mayor condemns deadly spa shooting spree”. The Atlanta Journal-Constitution 2021年3月16日閲覧。
13. 1 2 3  Fausset, Richard; Vigdor, Neil (2021年3月16日). “8 People Killed in Atlanta-Area Massage Parlor Shootings”. The New York Times 2021年3月16日閲覧。
14. ↑  Rojas, Rick; McDonnell Nieto del Rio, Giulia (2021年3月21日). “After Spa Attacks, Officers Handcuffed Victim’s Anguished Husband for Four Hours”. The New York Times 2021年3月22日閲覧。
15. ↑  Vera, Amir; Hanna, Jason (2021年3月16日). “Here's what we know about the metro Atlanta spa shootings that left 8 dead”. CNN 2021年3月20日閲覧。
16. 1 2  Lynch, Jamiel; Almasy, Steve (2021年3月16日). “8 killed in shootings at 3 metro Atlanta spas. Police have 1 suspect in custody”. CNN 2021年3月16日閲覧。
17. ↑  “Spa killing spree leaves 8 dead in metro Atlanta; suspect captured”. WXIA-TV. Associated Press. (2021年3月16日) 2021年3月16日閲覧。
18. ↑  Hwang, Ji-yoon (2021年3月17日). “애틀랜타 총격 범인, 아시아인 다 죽이겠다 말해 [Atlanta shooter tells me I'm going to kill all Asians]” (朝鮮語). Chosun Ilbo 2021年3月17日閲覧。
19. ↑  Falcon, Russell (2021年3月17日). “Atlanta shootings put spotlight on surging anti-Asian sentiment in America”. KXAN-TV 2021年3月19日閲覧。
20. ↑  Carmon, Irin (2021年3月18日). “Are the Atlanta Killings a Hate Crime? The Suspect Doesn’t Get to Decide”. New York 2021年3月24日閲覧。
21. ↑  Jang, Yeol; Jang, Soo Ah (2021年3月17日). “총격범 또다른 범행 위해 플로리다 향해 [The shooter goes to Florida for another crime]” (朝鮮語). Korea Daily 2021年3月19日閲覧。
22. 1 2  Culver, Jordan (2021年3月16日). “8 dead in 3 shootings at massage parlors in Georgia; police investigating motive; suspect arrested”. USA Today 2021年3月16日閲覧。
23. 1 2  Pereira, Ivan; Foster, Matt; Shapiro, Emily (2021年3月17日). “Georgia spa murders: Suspect charged with 8 counts of murder”. ABC News 2021年3月18日閲覧。
24. 1 2  Boone, Christian; Sharpe, Joshua (2021年3月17日). “Spa shooting suspect's parents turned him in”. The Atlanta Journal-Constitution 2021年3月17日閲覧。
25. 1 2  “What Happened in the Atlanta Spa Shootings and Who Is Robert Aaron Long?”. The Wall Street Journal. (2021年3月17日).  オリジナルの2021年3月17日時点におけるアーカイブ。 2021年3月18日閲覧。
26. ↑  Sundby, Alex (2021年3月17日). “Suspect in deadly spa shootings may have "sexual addiction," sheriff says”. CBS News 2021年3月17日閲覧。
27. ↑  Monk, Krista (2021年3月16日). “Suspect wanted in deadly Atlanta-area shootings caught in Crisp Co.”. WALB 2021年3月16日閲覧。
28. ↑  Brumback, Kate (2021年3月16日). “Georgia massage parlor shootings leave 8 dead; man captured”. Associated Press 2021年3月16日閲覧。
29. 1 2 3  Montgomery, Blake; Cruz, Chamian; Ibrahim, Noor; Olding, Rachel (2021年3月16日). “Massage Parlor Massacres Suspect Said He Loved Guns & God”. The Daily Beast 2021年3月16日閲覧。
30. ↑  Villegas, Paulina (2021年3月17日). “Survivor of Atlanta spa shootings called wife moments after the rampage: 'I have been shot!'”. The Washington Post 2021年4月12日閲覧。
31. 1 2  Hanna, Jason; Watts, Amanda; Holcombe, Madeline (2021年3月17日). “Suspect in Atlanta-area spa shootings might have intended more shootings in Florida, mayor says”. CNN 2021年3月18日閲覧。
32. 1 2  Martin, Timothy W.; Yoon, Dasyl (2021年3月21日). “Atlanta Spa Shootings Reverberate Across South Korea, Long a U.S. Ally”. The Wall Street Journal.  オリジナルの2021年3月21日時点におけるアーカイブ。 2021年3月22日閲覧。
33. 1 2  Fausset, Richard; Bogel-Burroughs, Nicholas; Graham, Ruth; Healy, Jack (2021年3月18日). “Accused Gunman Had Visited Massage Parlors He Targeted, Police Say”. The New York Times 2021年3月19日閲覧。
34. ↑  Walters, Shamar; Siemaszko, Corky (2021年3月18日). “With motive still disputed, some point to shooting suspect's religion, shame”. NBC News 2021年3月18日閲覧。
35. 1 2  Krohn, Jonathan; Pulliam, Sarah Pulliam (2021年3月19日). “Atlanta shooting suspect was a patient at evangelical treatment center close to first targeted spa”. The Washington Post 2021年3月19日閲覧。
36. ↑  Luscombe, Belinda (2021年3月20日). “What an Expert on Evangelicals and Sex Says About the Atlanta Shooter's Claim He Had a Sex Addiction”. Time 2021年3月22日閲覧。
37. 1 2 3  McLaughlin, Eliott C.; Tolan, Casey; Watts, Amanda (2021年3月17日). “What we know about Robert Aaron Long, the suspect in Atlanta spa shootings”. CNN 2021年3月18日閲覧。
38. 1 2 3  Whitehurst, Lindsay; Price, Michelle L. (2021年3月18日). “Stigmas on race, gender and sex overlap in Atlanta slayings”. Associated Press 2021年3月18日閲覧。
39. ↑  Brumback, Kate; Collins, Jeffrey (2021年3月20日). “Attacked spas had been targeted by prostitution stings”. Associated Press 2021年3月20日閲覧。
40. ↑  Jeffrey Collins & Kate Brumback (2021年3月22日). “Attacked spas had been targeted by prostitution stings”. Columbia Basin Herald 2021年4月4日閲覧。
41. ↑  Holcombe, Madeline; Yan, Holly; Vera, Amir (2021年3月18日). “Victims of the spa shootings highlight the vulnerability of working-class Asian women as more Asian Americans get attacked”. CNN 2021年3月18日閲覧。
42. ↑  Graziosi, Graig (2021年3月17日). “Robert Aaron Long: Police claim Georgia suspect said 'bad day' and sex addiction led to massage parlour murders”. The Independent 2021年3月18日閲覧。
43. ↑  “#StopAsianHate に著名人も参加し、抗議運動が拡大。アジア系女性6人らが死亡した銃撃事件”. ハフポスト (2021年3月19日). 2021年4月7日閲覧。
44. 1 2  Quinn, Melissa (2021年3月18日). “Biden orders flags at half-staff to honor victims of Atlanta-area spa shootings”. CBS News 2021年3月18日閲覧。
45. ↑  “President Biden orders five-day mourning period for victims of Atlanta shootings”. Yonhap News Agency. (2021年3月19日) 2021年3月19日閲覧。
46. 1 2  Sullivan, Kate (2021年3月19日). “Biden condemns 'skyrocketing' hate crimes against Asian Americans in wake of deadly shooting”. CNN 2021年3月20日閲覧。
47. ↑  Seligman, Lara (2021年3月18日). “In South Korea, top Biden officials condemn 'horrific' Atlanta attack”. Politico.  オリジナルの2021年3月19日時点におけるアーカイブ。 2021年3月19日閲覧。
48. ↑  “Six Asian women among eight shot dead in US city of Atlanta”. Al Jazeera. (2021年3月17日).  オリジナルの2021年3月19日時点におけるアーカイブ。 2021年3月19日閲覧。
49. ↑  “U.S. calls on China to play 'critical' role in nuke talks”. Korea JoongAng Daily. (2021年3月18日) 2021年3月19日閲覧。
50. ↑  Rogers, Alex (2021年4月14日). “Senate advances bill to combat surge of anti-Asian hate crimes”. CNN 2021年4月14日閲覧。
51. ↑  “On Cloture on the Motion to Proceed (Motion to Invoke Cloture Re: Motion to Proceed to S. 937)”.   United States Senate (2021年4月14日). 2021年4月14日閲覧。
52. ↑  Sprunt, Barbara (2021年5月18日). “Congress Passes Bill To Counter The Rise In Anti-Asian Hate Crimes”. NPR 2021年6月9日閲覧。
53. ↑  Sprunt, Barbara (2021年5月20日). “Here's What The New Hate Crimes Law Aims To Do As Attacks On Asian Americans Rise”. NPR 2021年6月9日閲覧。